# Awake (album Tycho)
Awake – trzeci album studyjny (lub czwarty, jeśli liczyć Sunrise Projector jako debiut) Tycho, wydany 18 marca 2014 roku przez wytwórnię muzyczną Ghostly International.

## Album

### Historia
Po wydanym w 2011 roku albumie Dive, Tycho intensywnie koncertował ze swoim zespołem, wypracowując nowe, kompleksowe brzmienie z gitarą i gitarą basową Zaca Browna oraz perkusją Rory’ego O’Connora. Zwłaszcza dodanie perkusji na żywo sprawiło, że artysta powrócił do studia z dokładniejszą wizją nowego albumu. Jego założeniem było uczynienie brzmienia prostszym i zwięzłym (między innymi poprzez wysunięcie perkusji na pierwszy plan) oraz włączenie muzyków zespołu do procesu twórczego. Zamierzenia te skonkretyzowały się, kiedy obaj z O’Connorem założyli sklep na wzgórzach Santa Cruz. Aby skupić się na jednym artystycznym przedsięwzięciu Tycho po raz pierwszy w życiu porzucił realizację swoich projektów graficznych (tworzonych jako ISO50).

### Muzyka
Wyrazem nowej koncepcji muzycznej albumu są takie piosenki jak „Montana” i „Awake” podczas gdy w „See” i „Dye” słychać pomysły z poprzednich wydawnictw, dzięki czemu stanowią one pomost pomiędzy dawną a nową koncepcją muzyczną. Stroną brzmieniową zajął się inżynier dźwięku Count Eldridge, który wydobył za pomocą basu i gitary pulsy ukryte wcześniej za brzmieniem syntezatorów.

Skrystalizowała się wizja tego, w jaki sposób perkusja miała wysunąć się na pierwszy plan na tej płycie.

### Okładka
Okładka albumu, zaprojektowana przez Tycho, jest, zdaniem Andrew Ryce’a z Resident Advisor, przypuszczalnie najlepszym sposobem na zrozumienie Awake. Widać na niej to samo słońce, które zdobi okładkę Dive, ale tym razem jest ono pozbawione atmosfery i surowe, a kolorowe pasy symbolizują każdy utwór. Po otwarciu digipaku znaleźć można kolejne, bardziej abstrakcyjne formy w tym samym stylu. „Jest to atrakcyjna rzecz, ale jeśli sięgnąć głębiej, okaże się, że pod nieskazitelnie czystą powierzchnią nie kryje się zbyt wiele” – podsumowuje recenzent.

### Lista utworów
Zestaw utworów na płycie CD:
| 1. | Awake   | 4:43  |
|    |         |       |
| 2. | Montana | 5:26  |
|    |         |       |
| 3. | L       | 4:37  |
|    |         |       |
| 4. | Dye     | 5:17  |
|    |         |       |
| 5. | See     | 5:18  |
|    |         |       |
| 6. | Apogee  | 4:20  |
|    |         |       |
| 7. | Spectre | 3:46  |
|    |         |       |
| 8. | Plains  | 3:17  |
|    |         |       |
|    |         | 36:44 |
|    |         |       |
- Tycho – autor, producent

## Odbiór

### Krytyczny
| Oceny łączne         | Oceny łączne |
| Publikacja           | Ocena        |
| -------------------- | ------------ |
| Album of the Year    | 65/100       |
| AnyDecentMusic?      | 6.8/10/10    |
| Metacritic           | 69/100       |
| Recenzje             |              |
| Publikacja           | Ocena        |
| AllMusic             | [ 7 ]        |
| Consequence of Sound | B-           |
| DIY                  | [ 9 ]        |
| Drowned in Sound     | 7/10         |
| God Is in the TV     | 4/5          |
| musicOMH             | [ 12 ]       |
| The Needle Drop      | 6/10         |
| NME                  | [ 14 ]       |
| No Ripcord           | 5/10         |
| Paste                | 7.3          |
| Pitchfork            | 7/10         |
| PopMatters           | 4/10         |
| RYM                  | 3.07/5       |
| Sputnikmusic         | 3.5/5        |

Album otrzymał następujące oceny średnie w serwisach agregujących recenzje: 65/100 w Album of the Year (na podstawie 21 recenzji krytycznych), 6.8/10 w AnyDecentMusic? (na podstawie 20 recenzji) i 69/100 w Metacritic z komentarzem „ogólnie korzystne recenzje” (na podstawie 23 recenzji).
Zdaniem Michaela Nasha z magazynu God Is in the TV muzyka Tycho ma „holistyczną naturę”. Jego kompozycje mieszczą się pośród takich gatunków jak IDM i downtempo przekraczając zarazem dzielące je granice, a Awake „leniwie unosi się ponad nimi”.
Heather Phares z AllMusic zauważyła w swojej recenzji, że choć muzykę Tycho zawsze cechowały subtelne wariacje, oscylujące pomiędzy ambientową introspekcją a bardziej aktywnym synth-popem i elementami post-rocka, to na Awake artysta przełamał nieco ten schemat, tworząc kompozycje z bardziej niż na poprzednich albumach wyrazistymi kulminacjami i wyciszeniami. Jako przykład podała dwa pierwsze utwory, „Awake” i „Montana”, określając je „jako gitarowy pop, w którym większość szorstkich krawędzi i surowych emocji została wygładzona”. Zwróciła również uwagę na rolę gitar w brzmieniu albumu. Podsumowując go stwierdziła, iż pomimo zmian, Awake, podobnie jak inne albumy Tycho, najlepiej oceniać całościowo; „przechodząc od jasnego, poprzez pogodny, aż do niepokojącego, oferuje zachód słońca nastrojów”. Ale nawet jeśli artysta wprowadza więcej głębi i różnorodności do swojego brzmienia, to jego głównym osiągnięciem jest zapewnienie słuchaczom atrakcyjnego podkładu do tego, co w danej chwili robią.
Również Nick Neyland z magazynu Pitchfork zauważył zmiany stylistyczne Awake. Poprzednie dokonania artysty określił jako „pięknie skonstruowane techno, które ostatecznie zyskało rozgłos dzięki słonecznemu Dive w 2011 roku”. Natomiast na Awake, pierwszej płycie nagranej w trzyosobowym składzie, muzyka Tycho zyskała na rytmiczności. Artysta odszedł od syntezatorowych brzmień w stylu Boards of Canada wprowadzając do swojej muzyki więcej nastroju i przestrzeni, nie tracąc jednak swojego stylu, który cechuje „poczucie melancholii i żar zachodzącego słońca”” oraz zmysł budowania formy, łączący Dive i Awake.
Zdaniem Roberta Hama z magazynu Paste Awake to „bardzo dobry album, nie sprawiający jednak wrażenia ewolucji Hansena czy jego muzyki”. Jest on łatwo rozpoznawalny dla fanów artysty dzięki downtempowym beatom, brzmieniu syntezatorów i precyzyjnie zestawionym liniom melodycznym gitary i basu.
Julianna Reed ze Sputnikmusic również zwróciła uwagę na linię melodyczną gitary prowadzącej, wspieranej przez charakterystyczną grę syntezatorów. Album określiła jako „worek starych sztuczek, które  potrzebowały czasu, by je odpowiednio wypielęgnować. To płyta skupiona na sobie, ale pozwalająca też na odrobinę luzu”.
Kolejnym recenzentem, który również dostrzegł wpływ Zaca Browna i Rory’ego O’Connora na muzykę albumu, jest Josh Suntharasivam z magazynu Drowned in Sound. Zauważył jednak, że Awake sprawia wrażenie, jakby ciągle tkwił „pomiędzy reminiscencją a rzeczywistym doświadczeniem”; niektóre utwory (zwłaszcza „L” i „See”) nawiązują do przeszłości, podczas gdy inne (jak „Montana”) stanowią krok w przyszłość prezentując nowe, bardziej rockowe brzmienie.
Nathan Stevens z PopMatters dostrzegł w muzyce Awake wpływ Rave Tapes zespołu Mogwai. Wskazują na to jego zdaniem gitary prowadzące i głucho brzmiące basy, połączone z syntetycznymi i spokojniejszymi brzmieniami. Za jedyny w pełni satysfakcjonujący tego przykład uznał „Spectre”, natomiast w pozostałych utworach „elementy wielkości grzęzną w uciążliwym marszu”.
Rhianowi Daly’emu z NME muzyka albumu skojarzyła się z „przejażdżką po obwodnicy, która nie dostarcza żadnych nowych widoków”. Jedynym utworem, który według niego zdołał w pewien sposób urozmaicić dynamikę albumu, jest „Spectre”. Na „Spectre” zwrócił również uwagę Ross Horton z musicOMH; utwór ten według niego „pojawia się niczym poranek po chemicznie wzmocnionej zabawie w wykonaniu wcześniejszych utworów”. Brzmienie gitar, przypominające styl Roberta Smitha oraz perkusja O’Connora sprawiają, że lokuje się on „w połowie drogi między euforycznym The Cure, a zamglonym Boards of Canada”. Do najważniejszych utworów Awake zalicza „Dye” i „L”, oceniając cały album jako „płytę pod wieloma względami doskonałą (…) godną polecenia dla szczęśliwych, zakochanych, chemicznie pobudzonych i sennych”.
Zdaniem Joego Price’a z DIY „Scott Hansen zaoferował oszałamiającą ucieczkę do najbardziej spokojnego miejsca, jakie można sobie wyobrazić”.
Dla Kristofera Lenza z magazynu Consequence of Sound Awake to „fascynująca galeria elektronicznego minimalizmu”. 
| Kraj              | Lista                       | Pozycja |
| ----------------- | --------------------------- | ------- |
| Belgia            | Ultratop (Flandria)         | 104     |
| Belgia            | Ultratop (Walonia)          | 143     |
| Stany Zjednoczone | Billboard 200               | 23      |
| Stany Zjednoczone | Dance/Electronic Albums     | 2       |
| Stany Zjednoczone | Independent Albums          | 3       |
| Stany Zjednoczone | Top Album Sales             | 23      |
| Stany Zjednoczone | Vinyl Albums                | 4       |
| Wielka Brytania   | UK Albums Chart             | 159     |
| Wielka Brytania   | UK Independent Albums Chart | 24      |

| Kraj              | Lista                               | Pozycja |
| ----------------- | ----------------------------------- | ------- |
| Stany Zjednoczone | Dance/Electronic Albums (Billboard) | 18      |

### Sprzedaż
Do września 2016 roku album został sprzedany w liczbie około 70 tysięcy egzemplarzy, z czego 26 procent jako wydawnictwo winylowe.